# Station Sembung
Sembung is een spoorwegstation in de Indonesische provincie Oost-Java.

## Bestemmingen
- Pasundan: naar Station Surabaya Gubeng
- Rapih Dhoho: naar Station Surabaya Gubeng en Station Blitar
- KRD Kertosono, naar Kertosono via Jombang en Surabaya